# David van Royen (1699-1764)
David van Royen (Leiden, 5 april 1699 - aldaar, 22 februari 1764) was een Nederlandse jurist en bestuurder. Hij was de vader van de medicus en botanicus David van Royen.
Van Royen, lid van de familie Van Roijen, was de zoon van Jan Davidsz. van Royen en Cornelia van Groenendijck. Van Royen studeerde rechten in Leiden en promoveerde er op 5 februari 1720 op de Dissertatio juridica inauguralis, de finibus regundis. Hij trouwde in 1725 met Catharina van den Bergh. Hij was eerst griffier, daarna (van 1725 tot 1753) secretaris van de curatoren van de Leidsche Hogeschool. In 1758 werd Van Royen secretaris van de Raad van State.
Gedurende vier maanden in 1741 was van Royen bibliothecaris van de universiteit. Hij schreef in die periode een uitgebreid rapport over de geschiedenis en staat van de Leidse Universiteitsbibliotheek. Hij zorgde verder met name dat de oudheidkundige collectie van Gerard van Papenbroek een veilig onderkomen vond, en legde daarmee de basis voor het ontstaan van een collectie van Griekse en Romeinse sculptuur, waar later het Rijksmuseum van Oudheden mede uit opgebouwd werd.

## Publicaties
- Dissertatio juridica inauguralis, de finibus regundis. Lugdunum Batavorum, Samuel Luchtmans, 1720
- Schriftelijk Rapport van Mr. David van Royen, Secretaris van de Ed. Groot Achtbare Heeren Curateuren over 's Lands Universiteit binnen Leijden. Leijden, 1743